# Arnaud Boetsch
Pour les articles homonymes, voir Boetsch.
Arnaud Boetsch, né le 1er avril 1969 à Meulan, est un joueur français de tennis.

## Carrière
Ses débuts furent prometteurs, avec notamment des titres de Champion d’Europe et Orange Bowl juniors en 1985 (le déclarant champion du monde de sa catégorie). En 1985, il perd au 1er tour des qualifications du tournoi de Wimbledon contre Glenn Michibata.
Huitième de finaliste dans les quatre tournois du Grand Chelem, il perd, dans l'ordre des tournois, contre Stefan Edberg en 1993, Franco Davín en 1991, Pete Sampras en 1992 et Emilio Sánchez en 1996.
Numéro 1 français en fin d'année, en 1995.
Demi-finaliste aux Masters 1000 Miami (1996), Essen (1995), Monte-Carlo (1992) et Paris (1993).
Demi-finaliste aux ATP 500 Series de Stuttgart (1995) et de Vienne (1996).
Il joue la Coupe Hopman en 1996 avec Catherine Tanvier. Avec l'équipe de France de Coupe Davis, sa meilleure performance est sa victoire en 1996, à Malmö contre la Suède. Alors que les deux équipes sont à égalité 2 à 2, il donne la victoire à la France en battant Nicklas Kulti (qui remplaçait Stefan Edberg blessé dans le premier match) en 5 sets dans le 5e match décisif. Mené 2 sets à 1, il remonte au score et sauve 3 balles de Coupe Davis pour la Suède à 7-8 0/40 sur son service, puis il s'impose finalement 10-8. Il avait déjà remporté la Coupe Davis en 1991 en ayant joué et gagné le double de la demi-finale et en étant sélectionné pour la finale son nom est gravé sur le Saladier d'Argent.
Aux Jeux olympiques d'Atlanta de 1996, il perd en 1/16 contre le futur médaillé d'argent Sergi Bruguera (6-7(7), 6-4, 2-6).
En 2007, il remporte avec Guy Forget Roland-Garros dans le Trophée des Légendes catégorie moins de 45 ans.
Il a créé un tournoi du circuit sénior à Genève qui a duré deux ans puis s'est occupé de relations publiques pour la banque SCS Alliance.
Il est actuellement Directeur Communication & Image chez l'horloger Rolex. Jusqu'en 2018, il commente régulièrement les matchs de tennis pour France Télévisions aux côtés de Lionel Chamoulaud. En 2010, il est le consultant tennis d'Europe 1.

## En dehors des courts
Il a été membre de l'Église de scientologie dans les années 1990. La révélation de son affiliation à cette organisation lui a fait perdre plusieurs contrats. Des années après, il confiait en 2006 dans un article de Paris Match à ce sujet : « C'était une époque où je voulais être mieux dans mon tennis et dans ma vie. Qui ne souhaite pas s'améliorer ? Le tennis est un sport stressant, je cherchais des solutions comme d'autres vont chez le psy ou font du yoga. ».

## Décorations
- Chevalier de l'ordre des Arts et des Lettres (2 novembre 2023)[3].

## Palmarès

### Titres en simple messieurs
| No | Date       | Nom et lieu du tournoi                             | Catégorie    | Dotation  | Surface      | Finaliste      | Score          |  |
| -- | ---------- | -------------------------------------------------- | ------------ | --------- | ------------ | -------------- | -------------- |  |
| 1  | 07-06-1993 | Continental Grass Court Championships, Bois-le-Duc | World Series | 275 000 $ | Gazon (ext.) | Wally Masur    | 3-6, 6-3, 6-3  |  |
| 2  | 04-10-1993 | Grand Prix de Toulouse, Toulouse                   | World Series | 375 000 $ | Dur (int.)   | Cédric Pioline | 7-65, 3-6, 6-3 |  |
| 3  | 02-10-1995 | Grand Prix de Toulouse, Toulouse                   | World Series | 375 000 $ | Dur (int.)   | Jim Courier    | 6-4, 65-7, 6-0 |  |

### Finales en simple messieurs
| No | Date       | Nom et lieu du tournoi                             | Catégorie    | Dotation  | Surface         | Vainqueur           | Score         |          |
| -- | ---------- | -------------------------------------------------- | ------------ | --------- | --------------- | ------------------- | ------------- | -------- |
| 1  | 07-10-1991 | Holsten International, Berlin                      | World Series | 260 000 $ | Moquette (int.) | Petr Korda          | 6-3, 6-4      |          |
| 2  | 12-10-1992 | Bolzano Indoor, Bolzano                            | World Series | 270 000 $ | Moquette (int.) | Thomas Enqvist      | 6-2, 1-6, 7-6 |          |
| 3  | 31-01-1994 | Marseilles Open, Marseille                         | World Series | 513 750 $ | Moquette (int.) | Marc Rosset         | 7-6, 7-6      | Parcours |
| 4  | 10-10-1994 | IPB Czech Indoor, Ostrava                          | World Series | 290 000 $ | Moquette (int.) | MaliVai Washington  | 4-6, 6-3, 6-3 |          |
| 5  | 02-01-1995 | Australian Men's Hardcourt Championships, Adélaïde | World Series | 303 000 $ | Dur (ext.)      | Jim Courier         | 6-2, 7-5      |          |
| 6  | 06-11-1995 | Stockholm Open, Stockholm                          | World Series | 800 000 $ | Dur (int.)      | Thomas Enqvist      | 7-5, 6-4      |          |
| 7  | 30-09-1996 | Grand Prix de tennis de Lyon, Lyon                 | World Series | 725 000 $ | Moquette (int.) | Ievgueni Kafelnikov | 7-5, 6-3      |          |

### Titres en double messieurs
| No | Date       | Nom et lieu du tournoi           | Catégorie    | Dotation  | Surface         | Partenaire       | Finalistes                      | Score    |          |
| -- | ---------- | -------------------------------- | ------------ | --------- | --------------- | ---------------- | ------------------------------- | -------- | -------- |
| 1  | 09-09-1991 | Grand Prix Passing Shot Bordeaux | World Series | 270 000 $ | Dur (ext.)      | Guy Forget       | Patrik Kühnen Alexander Mronz   | 6-2, 6-2 |          |
| 2  | 01-02-1993 | Marseilles Open Marseille        | World Series | 500 000 $ | Moquette (int.) | Olivier Delaitre | Ivan Lendl Christo van Rensburg | 6-3, 7-6 | Parcours |

### Finales en double messieurs
| No | Date       | Nom et lieu du tournoi            | Catégorie    | Dotation  | Surface      | Vainqueurs                         | Partenaire       | Score         |  |
| -- | ---------- | --------------------------------- | ------------ | --------- | ------------ | ---------------------------------- | ---------------- | ------------- |  |
| 1  | 14-09-1992 | Grand Prix Passing Shot Bordeaux  | World Series | 300 000 $ | Dur (ext.)   | Sergio Casal Emilio Sánchez        | Guy Forget       | 6-1, 6-4      |  |
| 2  | 23-08-1993 | Waldbaum’s Hamlet Cup Long Island | World Series | 275 000 $ | Dur (ext.)   | Marc-Kevin Goellner David Prinosil | Olivier Delaitre | 6-7, 7-5, 6-2 |  |
| 3  | 10-07-1995 | Suisse Open Gstaad                | World Series | 525 000 $ | Terre (ext.) | Luis Lobo Javier Sánchez           | Marc Rosset      | 6-7, 7-6, 7-6 |  |

## Parcours dans les tournois de Grand Chelem
| Année | Open d'Australie                   | Roland-Garros                   | Wimbledon                          | US Open                           |
| ----- | ---------------------------------- | ------------------------------- | ---------------------------------- | --------------------------------- |
| 1985  | -                                  | -                               | 1er tour (qualif.) Glenn Michibata | -                                 |
| 1986  | -                                  | -                               | - .                                | -                                 |
| 1987  | -                                  | 1er tour Kent Carlsson          | 2e tour (qualif.) Larry Scott      | -                                 |
| 1988  | -                                  | 2e tour Stefan Edberg           | -                                  | -                                 |
| 1989  | -                                  | 2e tour Karel Nováček           | 2e tour (qualif.) Nicklas Kulti    | -                                 |
| 1990  | -                                  | 3e tour Andre Agassi            | 3e tour (qualif.) Danie Visser     | -                                 |
| 1991  | 2e tour (qualif.) Leonardo Lavalle | Huitième de finale Franco Davín | 3e tour Jim Courier                | 3e tour Carl-Uwe Steeb            |
| 1992  | 2e tour Amos Mansdorf              | 1er tour Todd Woodbridge        | Huitième de finale Pete Sampras    | 3e tour Michael Chang             |
| 1993  | Huitième de finale Stefan Edberg   | 1er tour Carl-Uwe Steeb         | 3e tour Wally Masur                | 3e tour Pete Sampras              |
| 1994  | 2e tour Alexander Mronz            | 3e tour Andrea Gaudenzi         | 1er tour Andreï Olhovskiy          | 1er tour Ellis Ferreira           |
| 1995  | 1er tour Mark Woodforde            | 3e tour Michael Stich           | 3e tour Goran Ivanišević           | 1er tour Byron Black              |
| 1996  | 2e tour MaliVai Washington         | 2e tour Paul Haarhuis           | 1er tour Alex Rădulescu            | Huitième de finale Javier Sánchez |
| 1997  | 3e tour Félix Mantilla             | 3e tour Marcelo Ríos            | 1er tour Guillaume Raoux           | 2e tour Leander Paes              |
| 1998  | 1er tour Sláva Doseděl             | -                               | -                                  | 1er tour (qualif.) Danny Sapsford |
| 1999  | -                                  | 2e tour Marcelo Ríos            | -                                  | -                                 |

.
- Invité pour: Roland Garros 1987, 1988, 1989, 1991 et 1999.
- Qualifié pour : Roland Garros 1990 et Wimbledon 1991 (Il y a trois tours à passer en qualifications).

## Classement ATP
| Année | 1990 | 1991 | 1992 | 1993 | 1994 | 1995 | 1996 | 1997 |
| Rang  | 176  | 54   | 27   | 20   | 53   | 14   | 33   | 104  |

## Victoires sur le top 8
| #  |       | Lieu | Lieu       | Année | Surface           | Adversaire | Adversaire          | Adversaire | Tour | Score              |
| -- | ----- | ---- | ---------- | ----- | ----------------- | ---------- | ------------------- | ---------- | ---- | ------------------ |
| 1  | no 29 |      | Paris      | 1992  | Moquette (indoor) |            | Petr Korda          | no 6       | 1/16 | 7-5, 6-4           |
| 2  | no 24 |      | Wimbledon  | 1993  | Gazon             |            | Ivan Lendl          | no 7       | 1/32 | 4-6, 7-5, 6-3, 6-4 |
| 3  | no 22 |      | Paris      | 1993  | Moquette (indoor) |            | Sergi Bruguera      | no 5       | 1/16 | 6-4, 6-4           |
| 4  | no 22 |      | Paris      | 1993  | Moquette (indoor) |            | Boris Becker        | no 4       | 1/4  | 3-6, 6-3, 7-64     |
| 5  | no 17 |      | Dusseldorf | 1994  | Terre battue      |            | Michael Chang       | no 8       | RR   | 6-4, 7-66          |
| 6  | no 26 |      | Toulouse   | 1995  | Dur (indoor)      |            | Jim Courier         | no 8       | F    | 6-4, 6-75, 6-0     |
| 7  | no 22 |      | Essen      | 1995  | Moquette (indoor) |            | Ievgueni Kafelnikov | no 6       | 1/8  | 2-6, 6-3, 6-1      |
| 8  | no 17 |      | Miami      | 1996  | Dur               |            | Jim Courier         | no 8       | 1/4  | 7-63, 3-6, 7-5     |
| 9  | no 23 |      | Vienne     | 1996  | Moquette (indoor) |            | Ievgueni Kafelnikov | no 4       | 1/4  | 7-65, 7-62         |
| 10 | no 32 |      | Paris      | 1996  | Moquette (indoor) |            | Michael Chang       | no 2       | 1/8  | 6-1, 6-3           |
| 11 | no 38 |      | New York   | 1997  | Moquette (indoor) |            | Ievgueni Kafelnikov | no 3       | 1/16 | 6-4, 7-66          |